# Hałoszawa
Hałoszawa (biał. Галошава; ros. Голошево; hist Hołaszew, Hołoszewo) – wieś na Białorusi, w rejonie tołoczyńskim obwodu witebskiego, około 23 km na wschód od Tołoczyna, nad Jeziorem Głębokim (błr. возера Глыбокае).

## Historia
Wieś magnacka położona była w końcu XVIII wieku w hrabstwie starosielskim w powiecie orszańskim województwa witebskiego.
Po I rozbiorze Polski w 1772 roku Hołaszew znalazł się na terenie powiatu orszańskiego guberni witebskiej Imperium Rosyjskiego. 
W XIX wieku majątek Hołaszew był własnością rodziny Ciundziewickich. Prawdopodobnie był on częścią obszernego klucza kupionego przez Pawła Ciundziewickiego, skarbnika wileńskiego, w 1782 roku. Jego potomkami, i jednocześnie dziedzicami na Hołaszewie, byli kolejno: syn – Eliasz, miecznik orszański, wnuk – Melchior (1787–1860) i prawnuk Eugeniusz Ciundziewicki (1837–1891), który, będąc bezdzietnym, przekazał Hołaszew swemu bratankowi, Michałowi Ciundziewickiemu (1867–1927), który był ostatnim właścicielem majątku wraz z folwarkiem Zajezierze (obecnie Zaaziere, błr. Заазер’е) liczącym około 2200 hektarów. Był on bratankiem Michała Ciundziewickiego (1839–1863), który zginął w czasie powstania styczniowego.
Około 1900 roku we wsi było 13 domów i mieszkało w niej 79 mieszkańców.
Po ustabilizowaniu się granicy polsko-radzieckiej w 1921 roku Hołaszew znalazł się na terenie ZSRR. Od 1991 roku znajduje się na terenie Republiki Białorusi.
We wrześniu 1941 roku Żydzi mieszkający w Hałoszawie zostali zagnani przez Niemców do getta w Tołoczynie, w czasie pędzenia zginęło 15 mieszkańców.
Na wschodnich obrzeżach wsi znajduje się kurhan kryjący ludzkie szczątki. Jest on zarejestrowanym zabytkiem jako obiekt o historyczno-kulturalnej wartości regionalnego znaczenia (213В000759). Na brzegu jeziora stoi kamienny krzyż z XIV-XVII wieku, również zarejestrowany jako obiekt o historyczno-kulturalnej wartości regionalnego znaczenia (213В000760).

## Dawny dwór
W Hołaszewie w XVIII wieku na półwyspie nad jeziorem Głębokim wybudowano parterowy, obszerny, drewniany dwór z kolumnowym gankiem. Ciundziewiccy mieszkali w nim przez cały XIX wiek. W 1897 roku Michał Ciundziewicki wybudował obok niego nowy, murowany, jedenastoosiowy, w centralnej, pięcioosiowej części piętrowy (część ta była zwieńczona trójkątnym frontonem) klasycystyczny dwór o powierzchni podstawy około 800 m². Frontowy, parterowy portyk o wymiarach podstawy 6 x 4 m był przesunięty nieco w lewo względem osi budynku. Zwieńczał go oparty na dwóch parach masywnych kolumn trójkątny szczyt. Od strony ogrodu, również po lewej stronie do budynku przylegała obszerna weranda.
Wewnątrz pomieszczenia były w układzie dwutraktowym. Park o powierzchni 8 ha miał prostokątny kształt, znajdował się głównie za obydwoma dworami. Łączył się bezpośrednio z sadem owocowym, który ponoć wymarzł w czasie ostrej zimy 1939/1940.
Na terenie majątku znajdowało się kilka zakładów przemysłowych, część zbudowana tuż przed I wojną światową.
Po rewolucji październikowej we dworze mieściła się szkoła. Obecnie od wielu lat opuszczony, popada w ruinę.
Majątek w Hołaszewie jest opisany w 1. tomie Dziejów rezydencji na dawnych kresach Rzeczypospolitej Romana Aftanazego.